# Nymphaea odorata
El nenúfar blanco americano o escudete americano (Nymphaea odorata) es una especie de planta acuática perteneciente a la familia de las ninfáceas. En México se llama lampazo y cabeza de negro.

## Distribución geográfica
Se puede encontrar en Norteamérica. Se extiende hasta las templadas y cálidas aguas en América del Norte, América Central, en Cuba y las Bahamas en los lagos, estanques, aguas de corriente lenta y canales.

## Descripción
El lirio fragante de agua es una planta perenne herbácea.  La planta se reproduce con la profundidad del agua de más de 40 centímetros y crece principalmente ramificada desde rizomas  tuberosos engrosados y no forman brotes laterales. El pecíolo generalmente no tiene rayas de color rojo-marrón. 
Las flores suelen tener un diámetro de 7-15 (raramente hasta 19)  centímetros. Los cuatro sépalos son de color verde a rojizo.  Usualmente tiene 23 a 32 (de 14 a 43) pétalos de color blanco, a veces teñido de color rosa. Los 35 a 120 estambres son de color amarillo. Las cicatrices del disco son de 10  a 25 radiales. Las flores se cierran durante la noche. El periodo de floración se extiende de junio a agosto.

## Subespecies
- Nymphaea odorata ssp. odorata
- Nymphaea odorata ssp. tuberosa

## Sinonimia
| subsp. odorata Castalia lekophylla Small Castalia minor (Sims) Nyár. Castalia odorata (Aiton) Woodv. & Wood Castalia odorata var. latifolia R.M.Harper Castalia pringlei Rose Castalia pudica Salisb. Castalia reniformis (Walter) Hitchc. Castalia spirilis (Raf.) Cockerell Leuconymphaea odorata (Aiton) Kuntze Leuconymphaea parkeriana (Lehm.) Kuntze Leuconymphaea reniformis (Walter) Kuntze Nymphaea lekophylla (Small) Cory Nymphaea minor (Sims) DC. Nymphaea odorata f. rubra (Guillon) Conard Nymphaea odorata var. chlorhiza Raf. Nymphaea odorata var. gigantea Tricker Nymphaea odorata var. glabra Casp. | Nymphaea odorata var. godfreyi D.B.Ward Nymphaea odorata var. minor Sims Nymphaea odorata var. parviflora Raf. Nymphaea odorata var. rosea Pursh Nymphaea odorata var. rubella Raf. Nymphaea odorata var. stenopetala Fernald Nymphaea odorata rubra Guillon Nymphaea odorata var. villosa Casp. Nymphaea parkeriana Lehm. Nymphaea reniformis Walter Nymphaea spirilis Raf. subsp. tuberosa (Paine) Wiersema & Hellq. Castalia tuberosa (Paine) Greene Leuconymphaea tuberosa (Paine) Kuntze Nymphaea maculata Raf. Nymphaea tuberosa Paine Nymphaea tuberosa var. maxima Conard Nymphaea tuberosa var. parva C.C.Abbott |